# Risoluzione 2758 dell'Assemblea generale delle Nazioni Unite
La Risoluzione 2758 dell'Assemblea generale delle Nazioni Unite fu approvata il 25 ottobre 1971 e riconobbe la Repubblica Popolare Cinese come "l'unico legittimo rappresentante della Cina presso le Nazioni Unite" e rimosse "i rappresentanti di Chiang Kai-shek" dalle Nazioni Unite.

## Storia
La Repubblica di Cina fu tra i membri fondatori delle Nazioni Unite nonché del Consiglio di Sicurezza. La Carta è stata firmata e ratificata il 26 giugno e il 28 settembre 1945 dal governo della Repubblica di Cina, che ha rappresentato continuamente la Cina presso le Nazioni Unite fino al 25 ottobre 1971.
Il governo, guidato dal Kuomintang (Partito Nazionalista Cinese), era impegnato in una guerra civile con le truppe guidate dal Partito Comunista Cinese (PCC) dal 1927 al 1937 (momentaneamente interrotta per via dell'invasione giapponese) e nuovamente dal 1946 al 1949, anno in cui i comunisti ebbero la meglio e il PCC proclamò a Pechino la Repubblica Popolare Cinese e il governo nazionalista fu costretto a ritirarsi sull'isola di Taiwan, sulla quale il Giappone avrebbe rinunciato a ogni diritto, titolo e rivendicazione nel Trattato di San Francisco del 1951.  La RPC aveva il controllo della Cina continentale, mentre il Kuomintang manteneva il controllo sulle isole di Taiwan, Penghu, Matsu e Kinmen, oltre che su Hainan, Dachen e sul Tibet, tuttavia, questi ultimi tre territori furono conquistati dalla RPC fra il 1950 e il 1955. 
La Repubblica Popolare Cinese affermò di essere il governo successore della Repubblica di Cina, mentre il Kuomintang sosteneva ancora la legittimità del proprio governo. 
Nel 1961 fu approvata la Risoluzione 1668 dell'Assemblea generale delle Nazioni Unite, con la quale fu data importanza alla questione della rappresentanza cinese all'ONU e fu richiesto che qualsiasi cambiamento avrebbe dovuto essere determinato da un voto di due terzi dell'Assemblea come stabilito dal secondo punto dell'articolo 18 della Carta delle Nazioni Unite.
Il 15 luglio 1971, 17 Stati membri dell'ONU guidati dalla Repubblica Popolare Socialista d'Albania firmarono la proposta di risoluzione riguardante l'ingresso della Repubblica Popolare Cinese nell'Organizzazione al posto della Repubblica di Cina. La risoluzione fu approvata il 25 ottobre 1971 con 76 voti favorevoli, 35 contrari e 17 astenuti. Dopo questo voto, negli anni successivi quasi tutti coloro che votarono contro riconobbero la Repubblica Popolare Cinese e ritirarono il riconoscimento a Taiwan, la quale oggi gode del riconoscimento di soli 14 Stati contro i 181 che riconoscono la Repubblica Popolare Cinese come l'autorità legittima della Cina.

## Testo

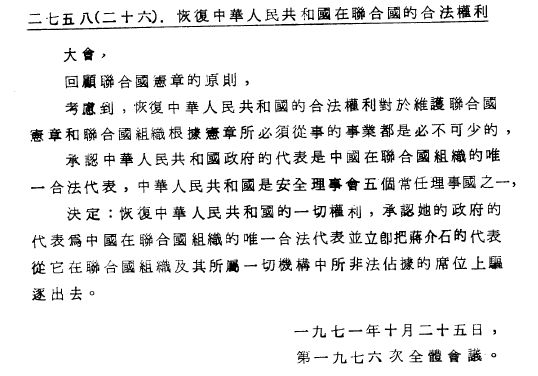
Risoluzione 2758 dell'Assemblea Generale delle Nazioni Unite in cinese tradizionale.

Richiamando i principi della Carta delle Nazioni Unite,
Considerando che il ripristino dei diritti legittimi della Repubblica Popolare Cinese è indispensabile sia per la salvaguardia della Carta delle Nazioni Unite sia per la causa che l'organizzazione deve servire secondo la Carta,
Riconoscendo che i rappresentanti del governo della Repubblica Popolare Cinese sono gli unici rappresentanti legittimi della Cina alle Nazioni Unite e che la Repubblica Popolare Cinese è uno dei cinque membri permanenti del Consiglio di sicurezza.
Decide il ripristino di tutti i diritti della Repubblica Popolare Cinese e il riconoscimento dei rappresentanti del suo governo come gli unici legittimi rappresentanti della Cina alle Nazioni Unite, nonché l'espulsione immediata dei rappresentanti di Chiang Kai-shek dalle cariche che hanno illegalmente occupato presso le Nazioni Unite e tutte le sue organizzazioni.»
(Risoluzione 2758 dell'Assemblea generale delle Nazioni Unite)